# NHI NH90
NHI NH90 er en tomotors mellemstørrelse militær helikopter produceret af NHIndustries. Den første prototype havde sin jomfruflyvning i december 1995. Der er adskillige bestillinger fra forskellige lande, og helikopterne begyndte at blive leveret i 2006.

## Design og udvikling
Den 1. september 1992, underskrev NHIndustries en kontrakt med NAHEMA (NATO Helicopter Management Agency) for udviklingen af NH90-helikopteren. NAHEMA bestod af fire lande: Frankrig, Tyskland, Italien og Holland. Portugal tilgik projektet den 21. juni 2001. Designfasen begyndte i 1993, og den første prototype, PT1, fløj for første gang den 18. december 1995. Den anden prototype, PT2, fløj for første gang den 19. marts 1997 og den 3. prototype, PT3, den 27. november 1998.
NH90-konceptet er udviklet i to hovedvarianter: Den taktiske troppetransporthelikopter (TTT) og NATO Fregathelikopter (NFH), dog har mange af køberlandene bestilt specielle løsninger for deres NH90. Programmet havde tekniske og finansielle problemer i starten af 1990'erne, men en stor ordre på 298 helikoptere fra NHEMA-landene den 30. juni 2000 sikrede det økonomiske fundament. Denne store ordre blev sidenhen fulgt op af en række ordrer fra Europa, Asien og Australien.
NH90-helikopterne skulle oprindeligt kun produceres tre steder: Cascina Costa i Italien for AgustaWestland, Marignane i Frankrig og Donauwörth i Tyskland for Eurocopter. Dog har kontrakterne med de nordiske og australske kunder sikret at helikopterproduktionen sker lokalt (Sveriges, Norges og Finlands helikoptere produceres ved Patria i Finland og de australske helikoptere produceres i Brisbane).

## Historie
I 2001 underskrev de tre nordiske lande Sverige, Norge og Finland ordrer på henholdsvis 18, 20 og 24 helikoptere. NH-90 er desuden en kandidat til at erstatte den norske helikopterredningseskadrilles S-61 Sea King omkring 2015. De andre kandidater til at afløse Sea King som redningshelikopter er: AgustaWestland AW101 Merlin, Bell Boeing V-22 Osprey, Eurocopter EC225 og Sikorsky S-92.
Den 29. august 2003, bestilte Grækenland 34 styk NH90 med en option på yderligere 14. I 2005 bestilte Australien 12 styk til at erstatte de forældede Bell UH-1 Iroquois. Antallet blev revurderet i juni 2006, da det australske forsvar besluttede også at erstatte sine Black Hawks og Sea Kings. hvorved man bestilte mindst 34 helikoptere mere, hvor fire vil blive produceret i Europa og 42 produceret lokalt i Australien. I Australien vil helikopterne blive benævnt MRH90, hvor MRH står for Multi Role Helicopter.
I juli 2006, underskrev den saudiarabiske regering en kontrakt på 64 NH90. og i juli 2006, underskrev New Zealands regering en bestilling på 8 NH90, plus yderligere én til reservedele, som skal erstatte det newzealandske luftvåbens Bell UH-1 Iroquois-flåde.
Programmet løb ind i en 2 års-forsinkelse i produktionen, og de første NH90 blev leveret i slutningen af 2006 til den tyske hær efterfulgt af de italienske og finske helikoptere i 2007. Senere i 2007 begyndte de franske og italienske flåder at modtage deres NFH og de første svenske NH90 blev også leveret. Den 18. december 2007 blev de to første MRH90 leveret til det australske forsvar. Selvom Norge underskrev deres bestilling i 2001 har man grundet forsinkelser endnu ikke modtaget en dato på hvornår de første helikoptere vil blive leveret.
Den 20. juni 2007, under Paris Air Show 2007, underskrev Belgien en kontrakt på ti NH90 (fire NFH, fire TTT og en option på yderligere to, og blev samtidig den sjette nation der tilsluttede sig NAHEMA. Den samme dag underskrev den tyske hær og Luftwaffe en bestilling på yderligere 42 NH90.
Typecertificeringen for de finske helikoptere blev endeligt godkendt den 19. februar 2008.
I Holland, en af de lande der startede projektet, har man stadig 20 helikoptere der afventer levering. Helikopterens endelige design har resulteret i at de er for tunge til at operere fra de hollandske De Zeven Provinciën-klasse fregatter, hvortil de var blevet bestilt. Det er endnu uklart hvilke ændringer og omkostninger der vil komme for at gøre dem i stand til at operere som tiltænkt.

### Fejl og underpræstationer
Ifølge den tyske avis Bild, blev TTT-helikopteren af den tyske hærs eksperter dømt ubrugeligt til transport af kamptropper, blandt kritikpunkterne var at sæderne i helikopteren kun kunne bære 110 kg, hvilket ikke er nok for en fuldt udrustet kampsoldat. Våben kan ikke fastgøres under transporten og gulvet er sårbart og kan blive ødelagt af beskidte kampstøvler. Helikopteren kan kun lande på helt fast grund, og der må ikke være objekter der rager højere end 16 centimeter op fra landingspladsen. Fuldt udrustede soldater kan ikke benytte helikopterens agterrampe, da den er for svag til at kunne bære. Det er desuden ikke muligt at installere et maskingevær i døren på grund af pladsmangel.
Som svar på ovenstående artikel, konstaterede det tyske forsvarsministerium at man i artiklen henviste til en prototype og ikke den endelige model, hvor specifikationerne på tidspunktet ikke engang var fastlagte. Evalueringen af prototypen og resultaterne deraf blev beskrevet som en normal procedure i designprocessen.

## Versioner

### NFH: NATO Flådehelikopter
NFH's primære rolle er, selvstændigt, at kunne udføre antiubådskrigsførelse og overfladekrigsførelse, hvor den primært benyttes fra skibe med hangar og helikopterdæk. NFH er udstyret således at den kan operere både nat og dag samt under hårde vejrforhold.
Helikopternes rolle kan også inkludere luftforsvar, troppetransport, SAR, genforsyning af skibe eller landtropper.

### TTT: Taktisk Troppetransport
TTT-helikopterens primære opgave er at kunne transportere op til 20 soldater (eller mere end 2.500 kg udstyr og forsyninger), overvågning eller SAR. Helikopteren kan hurtigt ombygges til at kunne indeholde 12 bårer og benyttes til at evakuere sårede civile eller soldater fra en krigszone eller et katastrofeområde.
Yderligere opgaver kan inkludere elektronisk krigsførelse, specialstyrkeoperationer, luftbåren kommandostation, VIP-transporter.

## Brugere
- Australien
  - Australian Army: 40 MRH 90 (TTT), 8 leveret i 2009, resten leveres inden 2014.
- Belgien
  - 4 NFH + 4 TTT (yderligere 2 TTT blev købt på en option den 3 juli 2008.[13]) (forventes leveret i 2011)[14]
- Finland
  - 20 TTT (SAR)
- Frankrig
  - Armée de terre: 34 TTH.[15] (option på yderligere 34)
  - Marine Nationale: 27 NFH
- Tyskland
  - Deutsches Heer: 80 TTT
  - Luftwaffe: 42 TTT (option på yderligere 12)
  - Deutsche Marine har planer om at anskaffe 30 NFH som deres nye flådehelikopter[16]
- Grækenland
  - Polemikó Naftikó: 16 TTT, 4 TTT (til specialoperationer) (option på yderligere 14 TTT)
- Italien
  - Aeronautica Militare: option på 1 TTT
  - Esercito Italiano: 60 TTT
  - Marina Militare: 46 NFH, 10 TTT
- Holland
  - Koninklijke Marine: 12 NFH[17]
  - Koninklijke Luchtmacht: 8 skibsbaserede TTT
- New Zealand
  - Royal New Zealand Air Force: 9 TTT.[18][19]
- Norge
  - Luftforsvaret
    - 334-Skvadronen: 6 NFH (ASW) til brug på Fridtjof Nansen-klassen[20]
    - 337-Skvadronen: 8 NFH (Kystvagten), skal erstatte de aldrende Westland Lynx Mk. 86[21]
    - 330-Skvadronen: NH90 er også under overvejelse til at erstatte Westland Sea King Mk.43B (SAR-versionen) fra 2015[1][2]
- Oman
  - Royal Air Force of Oman: 20 TTT, med forøget motorkraft til taktisk troppetransport samt SAR.[22]
- Portugal
  - Exército Português: 10 TTT
- Spanien, I alt er 104 enheder bestilt. De første 45 helikoptere leveres i 2010.[23]
  - Ejército del Aire: 28 TTT
  - Ejército de Tierra: 48 TTT
  - Armada Española: 28 NFH/TTT/AEW
- Saudi-Arabien
  - 64 (annonceret juli 2006)
- Sverige
  - 13 bestilt med forøget kabinehøjde, yderligere fem med forøget kabinehøjde forberedt til antiubådskrigsførelse.

## Eksterne links
- Wikimedia Commons har flere filer relateret til NHI NH90
- NH Industries Official Website
- NH90.net Non-official Website Arkiveret 28. september 2007 hos  Wayback Machine
- Leonardo-Finmeccanica Website
- MH90 vs. CH148: German Navy to decide soon on their new Maritime Helicopter Arkiveret 24. marts 2009 hos  Wayback Machine. defpro.com
- Eurocopter rejects criticism of NH90 helicopter by ‘secret report’ Arkiveret 11. april 2010 hos  Wayback Machine. defpro.com